# Elina Mihajlivna Szvitolina
Elina Mihajlivna Szvitolina (ukránul: Еліна Михайлівна Світоліна) (Odessza, Ukrajna, 1994. szeptember 12. –) ukrán profi teniszezőnő, olimpiai bronzérmes, egyéni világbajnok (2018), junior Grand Slam-tornagyőztes.
Az első ukrán teniszezőnő, aki a világranglista első 10 helyezettje közé került. Az első ukrán teniszezőnő, aki megnyerte a WTA világbajnokságát.

## Életpályája
2010-ben megnyerte a junior Roland Garrost, ugyanebben az évben a döntőben maradt alul Wimbledonban a junior párosok döntőjében. 2012-ben egyéniben is bejutott a juniorok wimbledoni döntőjébe, azonban ott Eugenie Bouchard ellenében alulmaradt.
18 egyéni és két páros WTA-tornagyőzelemmel rendelkezik. Emellett még egyéniben egy WTA125K tornát, valamint egyéniben hat, párosban két ITF-tornát nyert. A Grand Slam-tornák közül a legjobb eredményt a 2019-es és a 2023-as wimbledoni tornán, valamint a 2019-es US Openen érte el, amelyeken az elődöntőbe jutott. Pályafutása legnagyobb sikereként megnyerte a WTA világbajnokságát. 2019-ben ismét a WTA Finals döntőjébe jutott, de nem sikerült megvédenie címét. Legjobb egyéni világranglista-helyezése a 3. hely, amelyre 2017. szeptember 11-én került, párosban a 108. helyezés 2015. május 4-én.
Ukrajna színeiben vett részt a 2016-os riói olimpia teniszversenyein, ahol egyéniben a negyeddöntőig jutott. 2012 óta Ukrajna Fed-kupa-válogatottjának tagja.
2019-ben létrehozta az Elina Szvitolina Alapítványt, melynek küldetése, hogy ösztönözze a gyerekeket a tenisz sportján keresztül, hogy megtanulják a kemény munka, az önfegyelem értékeit és annak fontosságát, hogy minden nap 100 százalékot adjanak az életben. Az alapítvány ösztöndíjak, iskola utáni programok, táborok és különleges események megteremtését segíti elő a világ bármely részén.
2021 júliusában összeházasodott a francia profi teniszező Gaël Monfilsszel. 2022 májusában Facebook-oldalán jelentette be, hogy októberre kislányt várnak.
2023 tavaszán visszatért a profi teniszéletbe, és május végén megnyerte a strasbourgi WTA250-es tornát. Júliusban, alig kilenc hónappal kislánya születése után Wimbledonban szabadkártyásként az elődöntőig jutott.

## Junior Grand Slam-döntői

### Egyéni: 2 (1–1)
| Eredmény | Év   | Bajnokság                  | Borítás | Ellenfél         | Eredmény |
| -------- | ---- | -------------------------- | ------- | ---------------- | -------- |
| Győztes  | 2010 | Roland Garros              | Salak   | Unsz Dzsábir     | 6–2, 7–5 |
| Döntős   | 2012 | Wimbledoni teniszbajnokság | Fű      | Eugenie Bouchard | 2–6, 2–6 |

### Páros: 1 (0–1)
| Eredmény | Év   | Torna                      | Borítás | Partner          | Ellenfél                    | Eredmény         |
| -------- | ---- | -------------------------- | ------- | ---------------- | --------------------------- | ---------------- |
| Döntős   | 2010 | Wimbledoni teniszbajnokság | Fű      | Irina Hromacsova | Babos Tímea Sloane Stephens | 7–6(7), 2–6, 2–6 |

## Év végi bajnokságok döntői

### Egyéni 3 (1–2)
| Eredmény | Év   | Torna                    | Borítás    | Ellenfél        | Eredmény      |
| -------- | ---- | ------------------------ | ---------- | --------------- | ------------- |
| Döntős   | 2016 | WTA Elite Trophy Csuhaj  | Kemény     | Petra Kvitová   | 4–6, 2–6      |
| Győztes  | 2018 | WTA Finals Szingapúr     | Kemény (f) | Sloane Stephens | 3–6, 6–2, 6–2 |
| Döntős   | 2019 | WTA Finals Sencsen, Kína | Kemény (f) | Ashleigh Barty  | 4–6, 3–6      |

## WTA döntői

### Egyéni: 22 (18–4)
| Összesítés            |                               |
| Grand Slam-torna (0)  |                               |
| Premier Mandatory (0) | WTA 1000 (mandatory)* (0)     |
| Premier Five (4)      | WTA 1000 (non-mandatory)* (0) |
| Premier (2)           | WTA 500* (0)                  |
| International (8)     | WTA 250* (3)                  |
| WTA Finals (1)        |                               |

| Címek borításonként |
| ------------------- |
| Kemény (12–4)       |
| Fű (0–0)            |
| Salak (6–0)         |
| Szőnyeg (0–0)       |

| Eredmény | No. | Dátum                | Torna                                                                | Borítás    | Ellenfél a döntőben      | Eredmény         |
| -------- | --- | -------------------- | -------------------------------------------------------------------- | ---------- | ------------------------ | ---------------- |
| Győztes  | 1.  | 2013. július 28.     | Baku Cup, Baku, Azerbajdzsán                                         | Kemény     | Sahar Peér               | 6–4, 6–4         |
| Győztes  | 2.  | 2014. július 27.     | Baku Cup, Baku, Azerbajdzsán                                         | Kemény     | Bojana Jovanovski        | 6–1, 7–6(2)      |
| Győztes  | 3.  | 2015. május 2.       | Marrakech Grand Prix, Marrákes, Marokkó                              | Salak      | Babos Tímea              | 7–5, 7–6(3)      |
| Győztes  | 4.  | 2016. március 6.     | Malaysian Open, Kuala Lumpus, Malajzia                               | Kemény     | Eugenie Bouchard         | 6–7(5), 6–4, 7–5 |
| Döntős   | 1.  | 2016. augusztus 27.  | Connecticut Open, New Haven, Egyesült Államok                        | Kemény     | Agnieszka Radwańska      | 1–6, 6–7(3)      |
| Döntős   | 2.  | 2016. november 6.    | WTA Elite Trophy, Csuhaj, Kína                                       | Kemény     | Petra Kvitová            | 4–6, 2–6         |
| Győztes  | 5.  | 2017. február 5.     | Taiwan Open, Kaohsziung, Kína                                        | Kemény     | Peng Suaj                | 6–3, 6–2         |
| Győztes  | 6.  | 2017. február 25.    | Dubai Duty Free Tennis Championships, Dubaj, Egyesült Arab Emírségek | Kemény     | Caroline Wozniacki       | 6–4, 6–2         |
| Győztes  | 7.  | 2017. április 30.    | Istanbul Cup, Isztambul, Törökország                                 | Kemény     | Elise Mertens            | 6–2, 6–4         |
| Győztes  | 8.  | 2017. május 21.      | Internazionali BNL d'Italia, Róma, Olaszország                       | Salak      | Simona Halep             | 4–6, 7–5, 6–1    |
| Győztes  | 9.  | 2017. augusztus 13.  | Rogers Cup, Montréal, Kanada                                         | Kemény     | Caroline Wozniacki       | 6–4, 6–0         |
| Győztes  | 10. | 2018. január 6.      | Brisbane International, Brisbane, Ausztrália                         | Kemény     | Aljakszandra Szasznovics | 6–2, 6–1         |
| Győztes  | 11. | 2018. február 24.    | Dubai Duty Free Tennis Championships, Dubaj, Egyesült Arab Emírségek | Kemény     | Darja Kaszatkina         | 6–4, 6–0         |
| Győztes  | 12. | 2018. május 20.      | Internazionali BNL d'Italia, Róma, Olaszország                       | Salak      | Simona Halep             | 6–0, 6–4         |
| Győztes  | 13. | 2018. október 28.    | 2018-as WTA Finals, Szingapúr                                        | Kemény (f) | Sloane Stephens          | 3–6, 6–2, 6–2    |
| Döntős   | 3.  | 2019. november 3.    | 2019-es WTA Finals, Sencsen, Kína                                    | Kemény (f) | Ashleigh Barty           | 4–6, 3–6         |
| Győztes  | 14. | 2020. március 8.     | Monterrey Open, Monterrey, Mexikó                                    | Kemény     | Marie Bouzková           | 7–5, 4–6, 6–4    |
| Győztes  | 15. | 2020. szeptember 26. | Internationaux de Strasbourg, Strasbourg, Franciaország              | Salak      | Jelena Ribakina          | 6–4, 1–6, 6–2    |
| Győztes  | 16. | 2021. augusztus 28.  | Chicago Women's Open, Chicago, Egyesült Államok                      | Kemény     | Alizé Cornet             | 7–5, 6–4         |
| Győztes  | 17. | 2023. május 27.      | Internationaux de Strasbourg, Strasbourg, Franciaország              | Salak      | Anna Blinkova            | 6–2, 6–3         |
| Döntős   | 4.  | 2023. január 7.      | Auckland Classic, Auckland, Új-Zéland                                | Kemény     | Cori Gauff               | 7–6(4), 3–6, 3–6 |
| Győztes  | 18. | 2025. április 20.    | Open de Rouen, Rouen, Franciaország                                  | Salak (f)  | Olga Danilović           | 6–4, 7–6(8)      |

### Páros: 2 (2 győzelem)
| Összesítés            |                               |
| Grand Slam-torna (0)  |                               |
| Premier Mandatory (0) | WTA 1000 (mandatory)* (0)     |
| Premier Five (0)      | WTA 1000 (non-mandatory)* (0) |
| Premier (0)           | WTA 500* (0)                  |
| International (2)     | WTA 250* (0)                  |

| Borításonként |
| ------------- |
| Kemény (2–0)  |
| Fű (0–0)      |
| Salak (0–0)   |
| Szőnyeg (0–0) |

| Eredmény | No. | Dátum            | Verseny                              | Borítás | Partner         | Ellenfél                         | Eredmény         |
| -------- | --- | ---------------- | ------------------------------------ | ------- | --------------- | -------------------------------- | ---------------- |
| Győztes  | 1.  | 2014. július 20. | Istanbul Cup, Isztambul, Törökország | Kemény  | Doi Miszaki     | Okszana Kalasnikova Paula Kania  | 6–4, 6–0         |
| Győztes  | 2.  | 2015. július 26. | Istanbul Cup, Isztambul, Törökország | Kemény  | Daria Gavrilova | Çağla Büyükakçay Jelena Janković | 5–7, 6–1, [10–4] |

## WTA 125K döntői: 1 (1–0)

### Egyéni: 1 (1–0)
| Eredmény | No. | Dátum              | Torna                          | Borítás | Ellenfél a döntőben | Eredmény |
| -------- | --- | ------------------ | ------------------------------ | ------- | ------------------- | -------- |
| Győztes  | 1.  | 2012. november 10. | Royal Indian Open, Púna, India | Kemény  | Date Kimiko         | 6–2, 6–3 |

## ITF döntői

### Egyéni: 8 (6 győzelem, 2 döntő)
| Díjazás        |
| -------------- |
| $100,000 torna |
| $75,000 torna  |
| $50,000 torna  |
| $25,000 torna  |
| $10,000 torna  |

| Eredmény | Gy–V | Dátum                | Torna                     | Borítás | Ellenfél           | Eredmény         |
| -------- | ---- | -------------------- | ------------------------- | ------- | ------------------ | ---------------- |
| Döntős   | 0–1  | 2010. május 22.      | ITF Kharkiv, Ukrajna      | Salak   | Ljudmila Kicsenok  | 2–6, 6–4, 1–6    |
| Győztes  | 1–1  | 2011. augusztus 21.  | ITF Istanbul, Törökország | Kemény  | Anja Prislan       | 6–2, 6–7(5), 6–0 |
| Győztes  | 2–1  | 2011. október 22.    | ITF Lagos, Nigéria        | Kemény  | Donna Vekić        | 6–4, 6–3         |
| Döntős   | 2–2  | 2011. december 30.   | ITF Tyumen, Oroszország   | Kemény  | Julija Putyinceva  | 2–6, 4–6         |
| Győztes  | 3–2  | 2012. március 24.    | ITF La Marsa, Tunézia     | Salak   | Isabella Shinikova | 7–6(4), 7–6(5)   |
| Győztes  | 4–2  | 2012. szeptember 30. | ITF Telavi, Grúzia        | Salak   | Leszja Curenko     | 6–1, 6–2         |
| Győztes  | 5–2  | 2013. február 3.     | ITF Eilat, Izrael         | Kemény  | Marta Szirotkina   | 6–3, 3–6, 7–5    |
| Győztes  | 6–2  | 2013. augusztus 3.   | ITF Donetsk, Ukrajna      | Kemény  | Babos Tímea        | 3–6, 6–2, 7–6(9) |

### Páros: 6 (2 győzelem, 4 döntő)
| Díjazás        |
| -------------- |
| $100,000 torna |
| $75,000 torna  |
| $50,000 torna  |
| $25,000 torna  |
| $10,000 torna  |

| Eredmény | Gy–V | Dátum             | Torna                    | Borítás     | Partner          | Ellenfelek                               | Eredmény            |
| -------- | ---- | ----------------- | ------------------------ | ----------- | ---------------- | ---------------------------------------- | ------------------- |
| Döntős   | 0–1  | 2009. május 30.   | ITF Kharkiv, Ukrajna     | Salak       | Katerina Kozlova | Katerina Avdijenko Marija Zsarkova       | 7–6(3), 3–6, [9–11] |
| Döntős   | 0–2  | 2010. május 9.    | ITF Kharkiv, Ukrajna     | Salak       | Katerina Kozlova | Ljudmila Kicsenok Nagyija Kicsenok       | 4–6, 2–6            |
| Győztes  | 1–2  | 2010. július 24.  | ITF Kharkiv, Ukrajna     | Salak       | Katerina Kozlova | Valentyina Ivahnyenko Aljona Szotnyikova | 6–3, 7–5            |
| Döntős   | 1–3  | 2011. április 23. | ITF Tessenderlo, Belgium | Salak       | Marina Zanevszka | Anna-Lena Grönefeld Tatjana Malek        | 5–7, 3–6            |
| Döntős   | 1–4  | 2011. október 29. | ITF Lagos, Nigéria       | Szőnyeg (f) | Danka Kovinić    | Melanie Klaffner Szatmári Ágnes          | 0–6, 7–6, [5–10]    |
| Győztes  | 2–4  | 2013. február 3.  | ITF Eilat, Izrael        | Kemény      | Alla Kudrjavceva | Corinna Dentoni Aljakszandra Szasznovics | 6–1, 6–3            |

## Eredményei Grand Slam-tornákon

### Egyéni
| Grand Slam | Australian Open | Australian Open    | Roland Garros | Roland Garros           | Wimbledon   | Wimbledon           | US Open     | US Open              |
| Év         | Eredmény        | Utolsó ellenfél    | Eredmény      | Utolsó ellenfél         | Eredmény    | Utolsó ellenfél     | Eredmény    | Utolsó ellenfél      |
| 2011       | –               | –                  | Q1            | Anasztaszija Pivovarova | –           | –                   | –           | –                    |
| 2012       | –               | –                  | Q2            | Garbiñe Muguruza        | Q1          | Garbiñe Muguruza    | 1. kör      | Ana Ivanović         |
| 2013       | 1. kör          | Angelique Kerber   | 2. kör        | Varvara Lepchenko       | 1. kör      | Marion Bartoli      | 2. kör      | Christina McHale     |
| 2014       | 3. kör          | Sloane Stephens    | 2. kör        | Ana Ivanović            | 1. kör      | Doi Miszaki         | 1. kör      | Polona Hercog        |
| 2015       | 3. kör          | Serena Williams    | Negyeddöntő   | Ana Ivanović            | 2. kör      | Casey Dellacqua     | 3. kör      | Jekatyerina Makarova |
| 2016       | 2. kör          | Ószaka Naomi       | 4. kör        | Serena Williams         | 2. kör      | J Svedova           | 3. kör      | Petra Kvitová        |
| 2017       | 3. kör          | A Pavljucsenkova   | Negyeddöntő   | Simona Halep            | 4. kör      | Jeļena Ostapenko    | 4. kör      | Madison Keys         |
| 2018       | Negyeddöntő     | Elise Mertens      | 3. kör        | Mihaela Buzărnescu      | 1. kör      | Tatjana Maria       | 4. kör      | Anastasija Sevastova |
| 2019       | Negyeddöntő     | Ószaka Naomi       | 3. kör        | Garbiñe Muguruza        | Elődöntő    | Simona Halep        | Elődöntő    | Serena Williams      |
| 2020       | 3. kör          | Garbiñe Muguruza   | Negyeddöntő   | Nadia Podoroska         | elmaradt    | elmaradt            | –           | –                    |
| 2021       | 4. kör          | Jessica Pegula     | 3. kör        | Barbora Krejčíková      | 2. kör      | Magda Linette       | Negyeddöntő | Leylah Fernandez     |
| 2022       | 3. kör          | Viktorija Azaranka | −             | −                       | −           | −                   | −           | −                    |
| 2023       | −               | −                  | Negyeddöntő   | Arina Szabalenka        | Elődöntő    | Markéta Vondroušová | 3. kör      | Jessica Pegula       |
| 2024       | 4. kör          | Linda Nosková      | 4. kör        | Jelena Ribakina         | Negyeddöntő | Jelena Ribakina     | 3. kör      | Cori Gauff           |
| 2025       | Negyeddöntő     | Madison Keys       | Negyeddöntő   | Iga Świątek             | 3. kör      | Elise Mertens       |             |                      |

### Páros
| Grand Slam | Australian Open      | Australian Open                | Roland Garros       | Roland Garros                    | Wimbledon           | Wimbledon                    | US Open                | US Open                               |
| Év         | Eredmény Partner     | Utolsó ellenfél                | Eredmény Partner    | Utolsó ellenfél                  | Eredmény Partner    | Utolsó ellenfél              | Eredmény Partner       | Utolsó ellenfél                       |
| 2013       | –                    | –                              | –                   | –                                | –                   | –                            | 1. kör R. Voráčová     | N. Petrova K. Srebotnik               |
| 2014       | 1. kör V. Szolovjeva | E. Bouchard V. Dusevina        | 2. kör T. Malek     | K. Kanepi A. Panova              | 1. kör I. Burjacsok | K. Barrois S. Vögele         | 2. kör D. Miszaki      | G. Dabrowski A. Rosolska              |
| 2015       | –                    | –                              | –                   | –                                | –                   | –                            | –                      | –                                     |
| 2016       | 1. kör D. Gavrilova  | A. Pavljucsenkova J. Vesznyina | 1. kör D. Gavrilova | G. Dabrowski MJ Martínez Sánchez | 2. kör Doi Miszaki  | Daria Gavrilova D Kaszatkina | 1. kör Arina Rodionova | Barbora Krejčíková Kateřina Siniaková |
| 2017       | –                    | –                              |                     |                                  |                     |                              |                        |                                       |
| 2018       | –                    | –                              |                     |                                  |                     |                              | 1. kör Olha Szavcsuk   | Viktória Kužmová M Rybáriková         |

## Részvételei az év végi bajnokságokon
- NK=nem szerzett kvalifikációt; CSK=csoportkör; ND=negyeddöntő; ED=elődöntő; D=döntő; GY=győztes; ELM=elmaradt.

| Torna                   | 2011            | 2012            | 2013            | 2014            | 2015            | 2016            | 2017 | 2018 | 2019 | 2020 | 2021 | Gy–V |
| ----------------------- | --------------- | --------------- | --------------- | --------------- | --------------- | --------------- | ---- | ---- | ---- | ---- | ---- | ---- |
| WTA Finals egyéni       | nem kvalifikált | nem kvalifikált | nem kvalifikált | nem kvalifikált | nem kvalifikált | nem kvalifikált | CSK  | Gy   | D    | ELM  | NK   | 10–3 |
| WTA Elite Trophy egyéni | NK              | NK              | CSK             | NK              | ED              | D               | –    | –    | –    | ELM  | ELM  | 5–4  |

## Pénzdíjai
| Év       | GS-győzelem | WTA-győzelem | Megnyert tornák | Pénzdíjazás (US $) | H.   |
| -------- | ----------- | ------------ | --------------- | ------------------ | ---- |
| 2010–12  | 0           | 0            | 5               | 110 107            | n/a  |
| 2013     | 0           | 1            | 3               | 330 820            | 77.  |
| 2014     | 0           | 1            | 1               | 672 708            | 40.  |
| 2015     | 0           | 1            | 1               | 1 316 576          | 25.  |
| 2016     | 0           | 1            | 1               | 1 677 851          | 18.  |
| 2017     | 0           | 5            | 5               | 3 263 316          | 9.   |
| 2018     | 0           | 4            | 4               | 5 737 247          | 4.   |
| 2019     | 0           | 0            | 0               | 6 126 335          | 5.   |
| 2020     | 0           | 2            | 2               | 625 299            | 27.  |
| 2021     | 0           | 1            | 1               | 1 296 599          | 23.  |
| 2022     | 0           | 0            | 0               | 262 091            | 156. |
| Karrier* | 0           | 16           | 23              | 21 445 498         | 19.  |

*2023. május 22-ei állapot szerint.

## Év végi világranglista-helyezései
| Év     | 2010 | 2011 | 2012 | 2013 | 2014 | 2015 | 2016 | 2017 | 2018  | 2019  | 2020 | 2021 | 2022 | 2023 | 2024 |
| Egyéni | 498. | 269. | 156. | 40.  | 29.  | 19.  | 14.  | 6.   | 4.    | 6.    | 5.   | 15.  | 236. | 25.  | 23.  |
| Páros  | 443. | 422. | 485. | 261. | 132. | 159. | 236. | 434. | 1037. | 1156. | 628. | 729. | –    | –    | –    |